# Onufry Popiel
Onufry Popiel herbu Sulima (ur. 1768, zm. 29 listopada 1826) – rotmistrz kawalerii narodowej, uczestnik insurekcji kościuszkowskiej 1794.

## Życiorys
Był synem Pawła, kasztelana sandomierskiego, i jego żony Konstancji Komorowskiej. W latach 1779–1787 uczył się w Szkole Rycerskiej, w 1789 otrzymał rangę kapitana, a po ojcu rotmistrzostwo kawalerii narodowej. W 1794 wszedł w skład sandomierskiej Komisji Porządkowej oraz został mianowany pełnomocnikiem Rady Najwyższej Narodowej na powiaty sandomierski i wiślicki. W 1811 był posłem na sejm Księstwa Warszawskiego z departamentu radomskiego. Był właścicielem wsi od 1797 Zajeziorze i Bystrojowice od 1803 w powiecie sandomierskim. Pochowany został w kościele w Grzegorzewicach. Na tablicy nagrobnej znajduje się napis Tu leży Onufry Chościak Popiel, kasztelanic Sandomierski, rotmistrz kawalerji narodowej. Marszałek konfederacji z roku 1812. Zmarł 29 XI 1826 w 58 roku życia. Był dwukrotnie żonaty – z Jadwigą Bukowską, a następnie z Konstancją z Woynów, z którą miał dwóch synów zmarłych bezpotomnie: Józefa i Hipolita.